# Bonna d'Armanyac
Bonna d'Armanyac   (Lavardens, 19 de febrer de 1395 - Castèlnòu de Montmiralh, 1430 ↔ 1435) infanta d'Armagnac i duquessa consort de Valois i d'Orleans (1410-1415).

## Biografia
Filla del conestable i comte Bernat VII d'Armagnac i la seva esposa Bonna de Berry. El 15 d'abril de 1410, a l'edat d'11 anys, es va casar amb Carles I d'Orleans, (que va deixar orfe per la assassinat del seu pare Lluís el 1407). Aquest matrimoni va fer del conestable no només el sogre de Carles sinó també el seu defensor natural. El partit Orleans, que va quedar sense líder per la mort de Lluís, es va convertir així en el partit Armagnac, nom que va mantenir fins al tractat d'Arràs el 1435. D'aquesta unió no tingueren fills.
Aquest casament suposa la unió de dos llinatges nobiliaris principals de nobles francesos en la lluita en la Guerra dels Cent Anys. Així els Orleans i els Armagnacs lluitaran junts en favor de la llibertat francesa i en oposició als Borgonyons, partidaris aquests dels ocupants anglesos.
Després de la derrota francesa a la batalla d'Agincourt el 25 d'octubre de 1415, Carles va ser fet presoner pels anglesos. Bonne no havia tingut cap fill abans del seu empresonament. Va morir entre 1430 i 1435 mentre el seu marit encara estava en captivitat.